# Trepat
El trepat, o trepadell, és una varietat de cep negra autòctona de la Conca de Barberà. Ocupa al voltant de 1.000 ha. El raïm del cep trepat és llarg, gran i atapeït, presenta un port dret i és una varietat vigorosa. La brotada és primerenca i la maduració tardana (de finals de setembre a principis d'octubre). El gra és gros, rodó, dolç, amb una pell de gruix mitjà.
És sensible a les gelades primerenques i a l'erinosi, i força resistent a la botritis. Tem la sequera, raó per la qual prefereix sòls frescos. S'adapta bé a la majoria de portaempelts utilitzats. Li va bé la poda curta i obliga a la poda en verd, ja que emet molts rebrots de fusta vella. I té uns rendiments mitjans, mitjans-alts, d'entre 8.000 i 12.000 kg/ha.
El vi de raïm trepat és fresc, lleuger i afruitat, amb poca aroma i baixa graduació alcohòlica (10-11% vol). S'utilitza majoritàriament per a l'elaboració de vi rosat. És una de les dues varietats autoritzades per a l'elaboració del cava rosat. A més de la DO Conca de Barberà, es troba a la DO Costers del Segre.